# Oscar Linnér
Oscar Carl Linnér (* 23. Februar 1997 in Danderyd) ist ein schwedischer Fußballspieler auf der Position eines Torwarts. In seiner bisherigen Laufbahn stand er in Schweden, Deutschland sowie Italien unter Vertrag und debütierte 2019 in der schwedischen A-Nationalmannschaft.

## Karriere

### Verein
Linnér begann seine Karriere beim Stockholmer Verein IF Brommapojkarna und wechselte über die Zwischenstation FC Djursholm im Jahre 2014 in die Jugend von AIK Solna. Ein Jahr später rückte Linnér in den Kader der Profimannschaft auf. Sein erstes Spiel in der erstklassigen Allsvenskan absolvierte er am 5. Juli 2015 beim 0:0-Unentschieden gegen Kalmar FF. Ab der Saison 2017 war Oscar Linnér Stammtorwart bei AIK Solna. Nach Vizemeisterschaften in den Jahren 2016 und 2017 gewann Linnér 2018 mit AIK die schwedische Meisterschaft. Im Januar 2020 wechselte Oscar Linnér zum deutschen Zweitligisten Arminia Bielefeld. Mit der Arminia stieg Linnér am Ende der Saison 2019/20 als Meister in die Bundesliga auf. Nachdem er allerdings in jeder als auch in der folgenden Bundesligasaison 2020/21 nicht am Stammtorhüter Stefan Ortega Moreno vorbeikam, ging Linnér im August 2021 auf Leihbasis mit Kaufoption zum italienischen Zweitligisten Brescia Calcio. Hier konnte er sich gegen den finnischen Konkurrenten Jesse Joronen nicht durchsetzen, bis Anfang Februar 2022 kam er nur zu einem Einsatz als Einwechselspieler beim 2:2-Remis gegen den FC Crotone.
Im Februar 2022 beendete Arminia Bielefeld die Leihe nach Italien, stattdessen wurde Linnér bis Ende Juli des Jahres zum schwedischen Klub GIF Sundsvall verliehen. Dort kam es jedoch zu einem Zerwürfnis, als er sich zu Beginn der Spielzeit 2022 auf der Ersatzbank wiederfand und sich unzufrieden zeigte, bis er seinen Unmut auch extern in Interviews ausdrückte. Daraufhin kehrte er Anfang April zu Arminia Bielefeld in den Trainingsbetrieb zurück, wo er als offiziell in Schweden registrierter Spieler nicht spielberechtigt war und weiters auf der Gehaltsliste von GIF Sundsvall stand. Zum Beginn der Saison 2022/23 wurde Linnér nicht im Kader geführt. Ende August 2022 einigte man sich auf eine Vertragsauflösung.
Im Dezember 2022 vollzog Linnér die Rückkehr nach Schweden, beim Stockholmer Klub IF Brommapojkarna unterzeichnete er einen Vertrag über zwei Spielzeiten. Zu Beginn der Spielzeit 2023 stand er für den Klub in der Allsvenskan zwischen den Pfosten, als die Mannschaft nach drei Niederlagen sich am Tabellenende wiederfand. Nach einer Verletzung wurde er am vierten Spieltag durch den Nachwuchstorhüter Filip Sidklev ersetzt, der gegen den Tabellendritten Mjällby AIF ohne Gegentor blieb und fortan trotz Genesung Linnérs unter Trainer Olof Mellberg spielte.

### International
International spielte Oscar Linnér dreimal für die U-18- sowie jeweils zweimal für die U-19- und U-21-Nationalmannschaft. Am 11. Januar 2019 gab Oscar Linnér sein Debüt in der schwedischen A-Nationalmannschaft beim 2:2-Unentschieden gegen Island.

## Erfolge
- Schwedischer Meister: 2018